# Union des démocrates pour la République
Pour les articles homonymes, voir UDR.
Ne doit pas être confondu avec l'alliance gaulliste Union pour la défense de la République et le parti d'extrême droite Union des droites pour la République.
 (juin 2009).
Si vous disposez d'ouvrages ou d'articles de référence ou si vous connaissez des sites web de qualité traitant du thème abordé ici, merci de compléter l'article en donnant les références utiles à sa vérifiabilité et en les liant à la section « Notes et références ».
L'Union des démocrates pour la République (UDR), fondé sous le nom d'Union des démocrates pour la Cinquième République (UD-Ve) le 24 novembre 1967 est un parti politique français d'orientation gaulliste existant de 1967 à 1976. Il succède à l'Union pour la nouvelle République-Union démocratique du travail (UNR-UDT).
Initialement connu sous le sigle UD-Ve, le parti présente ou soutient des candidats inscrits sous l'étiquette Union pour la défense de la République (UDR) aux élections législatives de 1968. Il abandonne alors le sigle UD-Ve pour celui d’UDR (Union des démocrates pour la République).
Le parti laisse la place au Rassemblement pour la République (RPR) en 1976.

## Historique
L'Union pour la nouvelle République (UNR) est un parti politique français fondé en octobre 1958 et destiné à soutenir l'action de Charles de Gaulle, revenu au pouvoir au mois de juin (Ve République). L'UNR eut 206 sur 579 députés aux élections de novembre 1958.
En 1962, l'UNR s'était groupée avec l'Union démocratique du travail (UDT) pour constituer l'UNR-UDT. Elle obtint 233 députés sur 482 soit légèrement moins que la majorité absolue. Les 17 républicains indépendants firent l'appoint.
En 1967, ses candidats se présentaient sous l'étiquette Union des démocrates pour la Ve République (UD-Ve), nom officiel du parti à partir de novembre 1967. 200 députés sur 486 furent élus sous cette dénomination. Il lui fallut l'appoint de 42 républicains indépendants et de quelques non-inscrits pour être majoritaire.
En 1968, ses candidats se présentèrent, comme ceux de partis alliés, sous l'étiquette d'Union pour la défense de la République (UDR). Elle fit alors élire 293 députés sur 487, soit la majorité absolue des membres de l'Assemblée nationale à elle seule. Le parti comme le groupe parlementaire devinrent officiellement l'Union des démocrates pour la République à partir du 18 octobre 1968.
En 1973, l'UDR comptait 183 députés sur 490. Un an plus tard, Jacques Chaban-Delmas est choisi pour être le candidat gaulliste à l'élection présidentielle.
Le mouvement de jeunesse associé à l'UDR était l'Union des jeunes pour le progrès (UJP), créée en 1965 à la demande de Charles de Gaulle et de Georges Pompidou afin de doter les jeunes du parti gaulliste de leur propre structure. Cette organisation comptait à la veille des années 1970 près de 50 000 jeunes, ce qui reste considérable pour un mouvement de jeunesse. L'UJP resta associée à l'UDR jusqu'au début des années 1970, période durant laquelle un conflit entre la direction de l'UDR et celle des jeunes gaullistes provoqua une dissociation entre les deux mouvements. Au moment de l'élection présidentielle de 1974, une partie des militants et cadres de l'UJP fit sécession et participa à la fondation d'une structure jeune intégrée à l'UDR, sous le nom d'« UDR-jeunes », qui ne parvint toutefois pas à réitérer le succès de l'UJP en termes d'effectifs et d'influence. L'UJP est d'ailleurs toujours active aujourd'hui.
L'UDR se transforma en 1976, sous l'impulsion de Jacques Chirac, en Rassemblement pour la République (RPR).
Tout comme son prédécesseur l'UNR et son successeur le RPR, le siège de l'UDR se situe au 123 rue de Lille (7e arrondissement de Paris).
Le journal officiel du parti était La Lettre de la nation Magazine, créé en 1962 et supprimé en 1997.

## Résultats électoraux

### Élections présidentielles
| Année | Candidat              | 1er tour   | 1er tour | 1er tour | 2d tour    | 2d tour | 2d tour |
| Année | Candidat              | Voix       | %        | Rang     | Voix       | %       | Rang    |
| ----- | --------------------- | ---------- | -------- | -------- | ---------- | ------- | ------- |
| 1969  | Georges Pompidou      | 10 051 816 | 44,47    | 1er      | 11 064 371 | 58,21   | 1er     |
| 1974  | Jacques Chaban-Delmas | 3 857 728  | 15,11    | 3e       |            |         |         |

### Élections législatives
| Année | 1er tour  | 1er tour | 1er tour | 2e tour   | 2e tour | 2e tour | Sièges    | Gouvernement                                                                       |
| Année | Voix      | %        | Rang     | Voix      | %       | Rang    | Sièges    | Gouvernement                                                                       |
| ----- | --------- | -------- | -------- | --------- | ------- | ------- | --------- | ---------------------------------------------------------------------------------- |
| 1967  | 8 453 512 | 37,75 %  | 1er      | 7 972 908 | 42,60 % | 1er     | 200 / 486 | Pompidou IV (1967-1968)                                                            |
| 1968  | 9 663 605 | 43,65 %  | 1er      | 6 762 170 | 46,39 % | 1er     | 293 / 487 | Couve de Murville (1968-1969), Chaban-Delmas (1969-1972) et Messmer I (1972-1973)  |
| 1973  | 5 745 542 | 24,19 %  | 1er      | 7 103 036 | 33,26 % | 1er     | 184 / 490 | Messmer II (1973-1974) et III (1974) , Chirac I (1974-1976) et Barre I (1976-1977) |

### Élections sénatoriales
| Année | Sièges   | Rang |
| ----- | -------- | ---- |
| 1968  | 36 / 283 | 5e   |
| 1971  | 38 / 283 | 5e   |
| 1974  | 30 / 283 | 5e   |

### Élections cantonales
| Année | 1er tour | 1er tour | 2d tour | 2d tour | Conseillers | Présidents |
| Année | %        | Rang     | %       | Rang    | Conseillers | Présidents |
| ----- | -------- | -------- | ------- | ------- | ----------- | ---------- |
| 1967  | 14,07    | 3e       |         |         | 192 / 1401  | / 92       |
| 1970  | 15,64    | 3e       | 17,78   | 3e      | 206 / 1608  | 11 / 92    |
| 1973  | 12,78    | 4e       |         |         | 244 / 1935  | 9 / 92     |

### Élections municipales
| Élection | Conseillers municipaux | Grandes Villes |
| -------- | ---------------------- | -------------- |
| 1971     | 48583 / 466682         | 18 / 48        |

## Personnalités ayant exercé une fonction ou mandat national

### Président de la République
- 1969-1974 : Georges Pompidou (élu en 1969)

### Premiers ministres
- 1968-1969 : Maurice Couve de Murville
- 1969-1972 : Jacques Chaban-Delmas
- 1972-1974 : Pierre Messmer
- 1974-1976 : Jacques Chirac

### Ministres
Ne sont listés ici que les ministres, non les secrétaires d'État et ministres délégués.
Gouvernement Chaban-Delmas (1969-1972)
Outre le Premier ministre, 12 ministres UDR sur 17 ministères (dont l'ensemble des 3 ministres d'État) :
- Défense nationale (ministre d'État) : Michel Debré
- Réformes administratives (ministre d'État) : Roger Frey
- DOM-TOM (ministre d'État) : Pierre Messmer
- Affaires étrangères : Maurice Schumann
- Éducation nationale : Olivier Guichard
- Délégué aux relations avec le parlement : Jacques Chirac
- Développement industriel et scientifique : François-Xavier Ortoli
- Équipement et Logement : Albin Chalandon
- Postes et Télécommunications : Robert Galley
- Agriculture : Michel Cointat
- Santé publique et Sécurité sociale : Robert Boulin
- Anciens combattants et Victimes de guerre : Henri Duvillard

Gouvernement Messmer I (1972-1973)
Outre le Premier ministre, 11 ministres UDR sur 16 ministères (dont l'ensemble des 2 ministres d'État) :
- Défense nationale (ministre d'État) : Michel Debré
- Affaires sociales (ministre d'État) : Edgar Faure
- Justice : Pierre Messmer (par intérim à partir du 15 mars 1973)
- Affaires étrangères : Maurice Schumann (jusqu'au 15 mars 1973)
- Aménagement du Territoire, Équipement, Logement et Tourisme : Olivier Guichard
- Agriculture et Développement rural : Jacques Chirac
- Développement industriel et scientifique : Jean Charbonnel
- Santé publique : Jean Foyer
- Transports : Robert Galley
- Postes et Télécommunications : Hubert Germain
- Anciens combattants : André Bord
- Commerce et Artisanat : Yvon Bourges

Gouvernement Messmer II (1973-1974)
Outre le Premier ministre, 11 puis 12 ministres UDR sur 20 ministères :
- Justice : Jean Taittinger
- Armées : Robert Galley
- Aménagement du Territoire, Équipement, Logement et Tourisme : Olivier Guichard
- Réformes administratives : Alain Peyrefitte
- Agriculture et Développement rural : Jacques Chirac
- Développement industriel et scientifique : Jean Charbonnel
- Relations avec le Parlement : Joseph Comiti
- Travail, Emploi et Population : Georges Gorse
- Transports : Yves Guéna
- Postes et Télécommunications : Hubert Germain
- Anciens combattants et Victimes de guerre : André Bord
- Information (à partir du 23 octobre 1973) : Jean-Philippe Lecat

Gouvernement Messmer III (février-mai 1974)
Outre le Premier ministre, 9 ministres UDR sur 15 ministères (dont 2 des 3 ministres d'État) :
- Justice (ministre d'État) : Jean Taittinger
- Aménagement du Territoire, Équipement et Transports (ministre d'État) : Olivier Guichard
- Intérieur : Jacques Chirac
- Armées : Robert Galley
- Affaires culturelles et Environnement : Alain Peyrefitte
- Industrie, Commerce et Artisanat : Yves Guéna
- Relations avec le Parlement : Hubert Germain
- Travail, Emploi et Population : Georges Gorse
- Information : Jean-Philippe Lecat

Gouvernement Chirac I (1974-1976)
Outre le Premier ministre, 4 puis 5 puis 4 ministres RPR sur 15 puis 14 puis 15 ministères :
- Défense :
  - Jacques Soufflet (1974 - 1975)
  - Yvon Bourges (1975 - 1976)
- Équipement : Robert Galley
- Qualité de la vie (jusqu'au 12 janvier 1976) : André Jarrot
- Commerce et Artisanat : Vincent Ansquer
- Commerce extérieur (à partir du 31 janvier 1975 au 12 janvier 1976) : Norbert Ségard
- Coopération (à partir du 12 janvier 1976) : Jean de Lipkowski

Gouvernement Barre I (août-décembre 1976)
5 ministres UDR (puis RPR à partir de décembre 1976) sur 16 ministères (dont 1 ministre d'État sur 3) :
- Justice (ministre d'État) : Olivier Guichard
- Défense : Yvon Bourges
- Coopération : Robert Galley
- Relations avec le Parlement : Robert Boulin
- Qualité de la vie : Vincent Ansquer

### Présidents de l'Assemblée nationale
- 1968-1969 : Jacques Chaban-Delmas
- 1969-1973 : Achille Peretti
- 1973-1976 : Edgar Faure

### Députés à l'Assemblée nationale
- 1968-1973 : 293 membres dont 23 apparentés (sur 485)
- 1973-1976 : 183 membres dont 21 apparentés (sur 488)

## Responsables

### Liste des secrétaires généraux
- Robert Poujade : 1968 - 1971
- René Tomasini : 1971-1972
- Jean de Préaumont : 1972 (intérim)[7]
- Alain Peyrefitte : 1972-1973
- Alexandre Sanguinetti : 1973-1974
- Jacques Chirac : 1974-1975
- André Bord : 1975-1976
- Yves Guéna : 1976

### Liste des présidents de groupe parlementaire
Assemblée nationale
- 1969-1973 : Marc Jacquet
- 1973 : Roger Frey
- 1973-1976 : Claude Labbé

Sénat
- 1968-1971 : Jacques Soufflet
- 1971-1976 : Pierre Carous